# Triepeolus occidentalis
Triepeolus occidentalis är en biart som först beskrevs av Cresson 1878.  Triepeolus occidentalis ingår i släktet Triepeolus och familjen långtungebin. Inga underarter finns listade i Catalogue of Life.